# Congreso de Albany

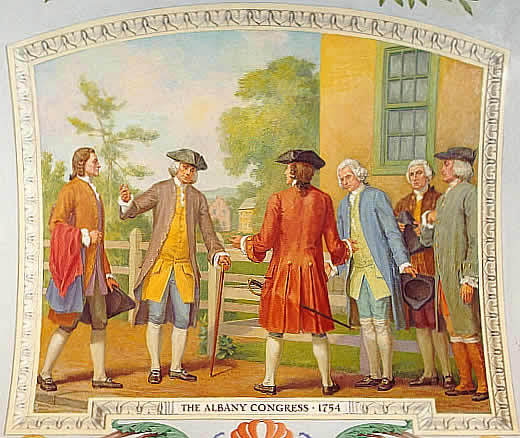
Mural The Albany Congress, por Allyn Cox, ubicado en el Capitolio de EE. UU.

El Congreso de Albany fue una reunión convocada por la Cámara de Comercio británica el año 1754 en Albany, Nueva York, Trece Colonias. En esta asamblea se abogó por la unión de las colonias inglesas en Norteamérica, para garantizar hasta cierto punto una alianza defensiva en contra de los franceses antes del ataque de estos y para las Guerras Indias.
Además de eso, fueron presentados los delegados coloniales, diversos representantes de la Confederación Iroquesa, como el líder mohawk Hendrick Theyanoguin.
Entre los delegados se encontraba Benjamin Franklin, que apoyaba un plan para unificar las siete colonias, pero jamás fue asumido. El proyecto se convirtió a la larga en un modelo de propuestas hecho durante la Guerra de Independencia de los Estados Unidos.
- Datos: Q2301178
- Multimedia: Albany Congress / Q2301178